# Prêmio Vladimir Herzog
O Prêmio Jornalístico Vladimir Herzog de Anistia e Direitos Humanos, ou simplesmente Prêmio Vladimir Herzog (PVH), é um prêmio jornalístico brasileiro concedido anualmente a profissionais e veículos de comunicação que se destacaram na defesa da democracia, da cidadania e dos direitos humanos e sociais, bem como tem o intuito de homenagear personalidades, profissionais e veículos de comunicação que se destacam na defesa desses valores fundamentais. No jornalismo, é o mais importante prêmio do Brasil.

## História
O primeiro prêmio foi entregue em 1979. É organizado pelo Instituto Vladimir Herzog, pelo Sindicato dos Jornalistas Profissionais do Estado de São Paulo, pela Federação Nacional dos Jornalistas (FENAJ), pela Associação Brasileira de Jornalismo Investigativo (ABRAJI), pelo Comitê Brasileiro de Anistia, pela Comissão de Direitos Humanos da OAB-SP e Comissão de Justiça e Paz da Arquidiocese de São Paulo, entre outras entidades.
Em 2019, a 41ª edição alcançou um recorde histórico de obras inscritas por profissionais para serem avaliadas, com 692 pedidos. Tal marca foi novamente batida no ano seguinte, na 42ª edição, com 1.060 inscrições.

### Prêmio Jovem Jornalista
Em 2009 foi instituído o Prêmio Jovem Jornalista Fernando Pacheco Jordão, por vezes, chamado somente de Prêmio Jovem Jornalista, que é voltado para estudantes.